# Gliese 849 b
Gliese 849 b, (abreviadoGj 849 b), también llamado HIP 109388 b, es un planeta extrasolar que orbita alrededor de la estrella enana roja Gliese 849. Está situado en la constelación de Acuario, a, aproximadamente, 28,61 años luz de distancia a la Tierra.

## Descubrimiento
Este planeta extrasolar, fue descubierto en agosto de 2006, en Estados Unidos, por el astrónomo Geoffrey Marcy y su equipo. Como prácticamente todos los exoplanetas, fue descubierto gracias a la técnica de la velocidad radial, es decir, midiendo la influencia gravitacional del planeta en su estrella.

## Características

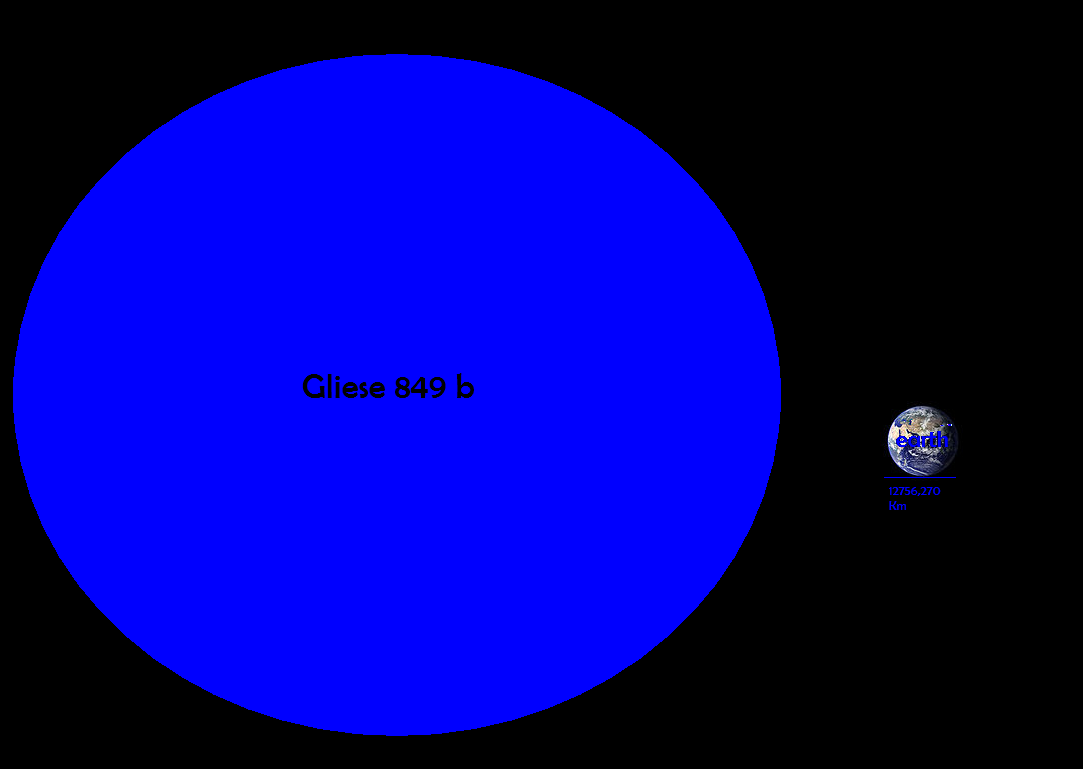
Comparación relativa de Gliese 849 b y la Tierra.

HIP 109388 b es un planeta relativamente parecido a Júpiter, con un 0,82 % de la su masa, y uno radio 0,974 veces el del planeta mayor del sistema solar. Su distancia media a la estrella en torno a la cual orbita, o sea, su semieje mayor, es de 2,35 UA, lo que es aproximadamente lo mismo que 372,5 millones de kilómetros, y, se calcula que su periodo orbital es, aproximadamente, de unos 1890 días. A diferencia de otros planetes extrasolares, se conocen ciertos datos, como, por ejemplo, su densidad, que es de 1177 kg/m³, o también, su gravedad, que está estimada en 22,4 m/s².